# Gabriele Reiterer

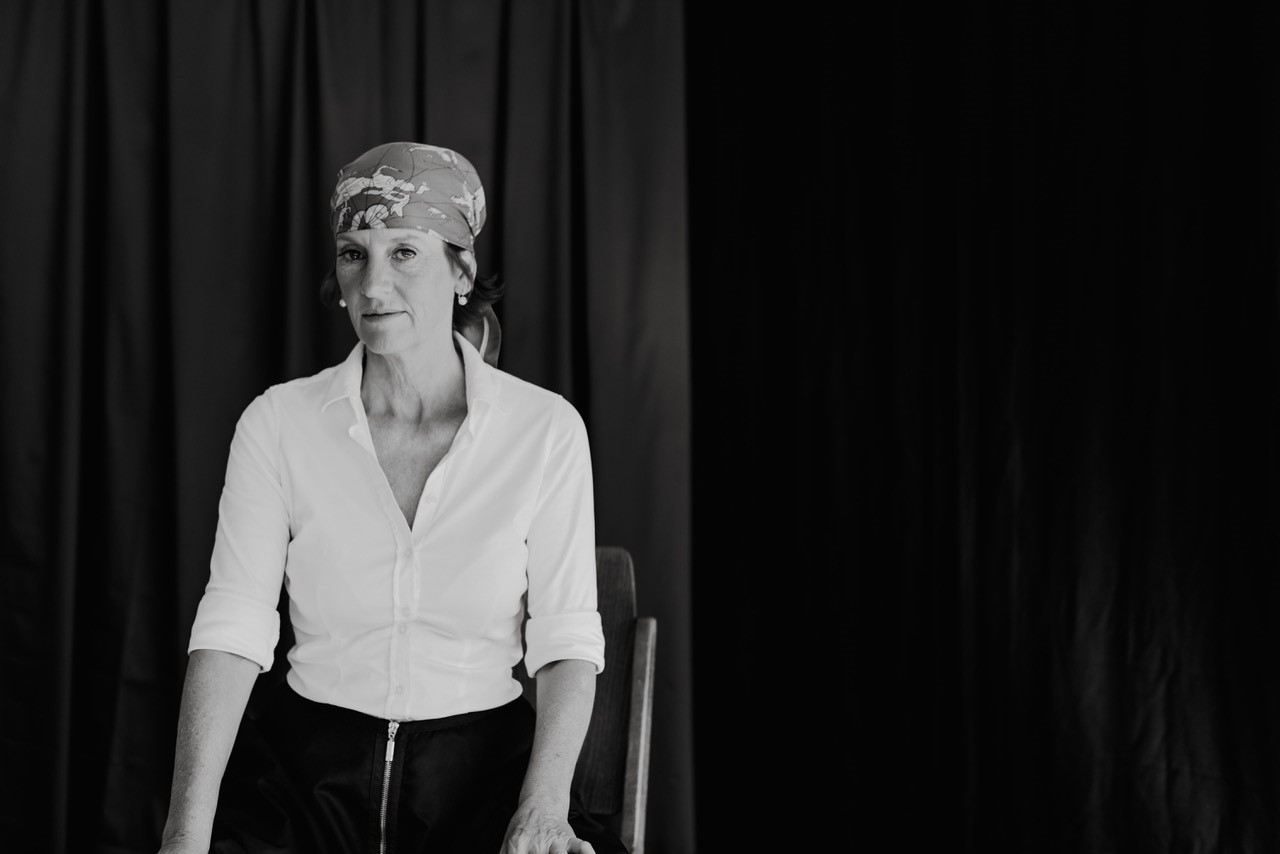
Gabriele Reiterer (2021)

Gabriele Reiterer (* 4. August 1963 in Meran, Südtirol, Italien) ist eine italienische, deutschsprachige Wissenschaftlerin und Autorin.

## Leben
Gabriele Reiterer wurde 1963 in Meran, Südtirol, Italien in eine deutschsprachige Familie geboren. Sie besuchte deutschsprachige Schulen und inskribierte an der Universität Wien Kunstgeschichte und Philosophie. Sie setzte ihr Studium an der Graduate School of Arts and Sciences, Columbia University in New York City fort und graduierte 1994 zum Master of Arts. 2000 promovierte sie mit einer Dissertation über die Städtebautheorie Camillo Sittes – eingebunden in das Doc Program der Österreichischen Akademie der Wissenschaften - an der Fakultät für Kulturwissenschaften der Universität Wien zur Doktorin der Philosophie. Im Zuge ihrer wissenschaftlichen Recherche absolvierte sie einen Aufenthalt an der ETH Zürich, Institut für Geschichte und Theorie des Städtebaus. Gabriele Reiterer lehrte anschließend Geschichte des Städtebaus am Institut für Städtebau der Technischen Universität Wien, anschließend Geschichte und Theorie der Architektur am Institut für Kunst und Architektur der Akademie der bildenden Künste Wien sowie am Institut für Theorie und Geschichte der Architektur der Bauhaus-Universität Weimar.
Sie leitete verschiedene internationale Projekte, initiierte u. a. ein Editionsprojekt der nachgelassenen Schriften Camillo Sittes am Institut für Städtebau der Technischen Universität Wien und leitete das interdisziplinäre Forschungsprojekt „Europa urban. Städte in Südosteuropa“. Sie fungierte als Jurorin in Architekturwettbewerben neben anderen im Jahr 2004 zur Gestaltung des Empfangsbereichs im Bellariatrakt der Wiener Hofburg anlässlich des EU-Ratsvorsitzes von Österreich und zum Neubau in der Wiener Kärntner Straße durch den Architekten David Chipperfield im Jahr 2006.
Als Wissenschaftlerin hat Gabriele Reiterer international vorgetragen und publiziert. Ihre Reisen und Aufenthalte führten sie quer durch Europa, die USA und nach Niger, Senegal, Gambia, Sri Lanka, Marokko, Tunesien, Libyen, Mazedonien, Bulgarien, Kosovo, Albanien, Serbien, Montenegro, Regionen des Kaukasus. Eine Zeit verbrachte sie auf einer Ziegenalm in den Bergen oberhalb des Comer Sees in Italien.
Gabriele Reiterer lebt in Wien.

## Werk
Seit 2018 konzentriert sich Gabriele Reiterer auf das belletristische und literarische Schreiben. Gabriele Reiterers Erzählungen schöpfen aus einem reichen Wissensschatz und verbinden kulturhistorische Kenntnisse mit Naturbildern und Erfundenem, verknüpfen Fakten, Fiktion und Utopie. Die Erzählung ist auch in den verschiedenen Wissenschaftswelten – hier liegt Gabriele Reiterers gedanklich verortete Herkunft – ein Weg, um Geschichte zu schreiben. Ihre bevorzugte Ausdrucksform besteht in der freien literarischen Fortschreibung von Wissenskulturen, die es ermöglicht, historische und abstrakte Fakten in lebendige, packende Erzählungen zu überführen. Dabei lässt sie sich oftmals von jenen Zwischentönen leiten, die im wissenschaftlichen Denken keinen Widerhall finden und formuliert daraus Sprachbilder von eleganter Radikalität und präzisem Klang. Seit 1999 schreibt sie Feuilletons und Essays u. a. für die Tageszeitungen Die Presse und Neue Zürcher Zeitung.

## Auszeichnungen
- 2022: Literar-Mechana. Sachbuchstipendium Anna Mahler. Eine Biografie
- 2021: Stadt Wien / Kulturabteilung Literaturförderung. Eine Ringstraßenerzählung
- 2020: Land Südtirol/Autonome Provinz Bozen. Amt für deutsche Kultur Literaturförderung. Eine Ringstraßenerzählung
- 2017: tdc The Type Directors Club Auszeichnung der Buchveröffentlichung Typojis (Mitautorin)[12]
- 2016: Bundeskanzleramt Österreich Kunst und Kultur. Arbeitsstipendium Schildkröten am Wegrand. Stadterzählungen aus Europa und Afrika
- 2011: Österreichisches Bundesministerium für Wissenschaft und Forschung Wissenschaftsförderung Europa urban. Städte in Südosteuropa
- 2010: Land Südtirol/Autonome Provinz Bozen. Amt für deutsche Kultur Literaturförderung
- 2009: Österreichisches Bundesministerium für Wissenschaft und Kunst Arbeitsstipendium
- 2006–2008: Architekturzentrum Wien, Verein für Architekturforschung Forschungsförderung
- 2002: Max und Sybille Fohn – Forschungsstipendium
- 2000: Theodor Körner Forschungspreis der Republik Österreich
- 1999–2001: Österreichische Akademie der Wissenschaften DOC – Doktorandenprogramm

## Veröffentlichungen
- Anna Mahler: Bildhauerin – Musikerin – Kosmopolitin. Molden Verlag in Verlagsgruppe Styria GmbH & Co. KG, Wien 2023, ISBN 978-3-222-15093-7
- Vom Tanz des Geistes unter den Wörtern. In: Walter Bohatsch: Typojis – Einige neue Zeichen. Hermann Schmidt Verlag, Mainz 2017, S. 22–28, ISBN 978-3-87439-849-7
- Die Biologie des Bauens. In: Natascha Meuser (Hrsg.): Architektur und Zoologie. DOM Publishers, Berlin 2017, S. 140–150; ISBN 978-3-86922-622-4
- Raum und Gestaltung – Space and Design. Birkhäuser Verlag Basel, Basel 2016, ISBN 978-3-0356-0660-7
- Die Kunst der Vielgestalt – Artful Variety. Haymon Verlag, Innsbruck 2015, ISBN 978-3-0356-0660-7
- Material und Atmosphäre. In:  Irmgard Frank: Raum denken - Thinking Space. Niggli Verlag, Sulgen, Zürich 2011, S. 113–124, ISBN 978-3-7212-0768-2
- Über Städtebau oder Methodisches zur sinnlichen Praxis. In: East Central Europe/L'Europe du Centre-Est: „Urban History in East Central Europe“ In cooperation with the Center for Urban History of East Central Europe. A refereed international journal of the social sciences and humanities with a focus on the region 'between the Baltic and the Adriatic'. Hosted by the European University Budapest, Vol. 33, Parts I-II, 2006, S. 305–311.
- Die vierte Dimension. Anmerkungen zu Architektur, Raum und Wahrnehmung der Moderne. In: Antje Lehn, Erhard Kinzelbach, Gabriele Reiterer, Nasrine Seraji (Hrsg.): Review III, Yearbook of the Institute for Art and Architecture. Academy of Fine Arts Vienna 2005, Verlag Anton Pustet, Salzburg 2006.
- Über Schönheit und Form. In: Rüdiger Lainer (Hrsg.): Brazilian Conditions. Springer Verlag Wien, New York 2006, S. 24–30, DOI:10.1007/3-211-38173-2
- Metamorphosen oder Spuren der Erinnerung. In: aut. Architektur und Tirol (Hrsg.): Konversationen. Hans Gangoly Architekt. Verlag Anton Pustet, Salzburg 2006, S. 36–46, ISBN 978-3-7025-0532-5
- Bauen allein ist nicht genug. Architekten Gärtner/Neururer, Verlag Anton Pustet, Salzburg 2005.
- Imagines et loci. The City as an Essay. In: Boris Biletic (Hrsg.): Nova Istria, 3. Pula 2005, S. 10–18.
- Against Discipline. A call to maintain anarchy. In: Review III, Yearbook of the Institute for Art and Architecture. Academy of Fine Arts Vienna 2005, Verlag Anton Pustet, Salzburg 2005, S. 118–122.
- Wahrnehmung – Raum – Empfindung. Anmerkungen zu Camillo Sittes Städtebau. In: Klaus Semsroth, Kari Jormakka, Bernhard Langer (Hrsg.): Kunst des Städtebaus. Neue Perspektiven auf Camillo Sitte. Böhlau Verlag, Wien-Köln-Weimar 2005, S. 225–239.
- Rückwärts in die Zukunft. Zur Genese des „modernen“ Städtebaus bei Rudolf von Eitelberger und Camillo Sitte- In: Wolfgang Kos, Christian Rapp (Hrsg.): Alt Wien. Die Stadt, die niemals war. Czernin Verlag, Wien 2004, S. 173–182.
- Der gelbe Fisch oder die Ästhetik in der Architektur. In: Barbara Feller, Maria Welzig (Hrsg.): An der Klippe. Herwig Illmaier, Architekt 1957–2001. Verlag HDA, Graz 2003, S. 36–44.
- AugenSinn. Zu Raum und Wahrnehmung in Camillo Sittes Städtebau. Verlag Anton Pustet, Salzburg 2003, ISBN 978-3-7025-0485-4
- Architektur von 1890–1918. In: Hermann Fillitz, Wieland Schmied (Hrsg.): Geschichte der Bildenden Kunst in Österreich. Bd. VI. 20. Jahrhundert. Prestel Verlag, München 2002, S. 417–428.
- Rudolf Wäger: Die Poetik der Schlichtheit. In: one- hundred houses for one-hundred european architects of the xx century / cento case per cento architetti europei del xx secolo. Triennale di Milano 2001, S. 226–230.